# Stictylus obtusus
Stictylus obtusus är en rundmaskart. Stictylus obtusus ingår i släktet Stictylus och familjen Neotylenchidae. Inga underarter finns listade i Catalogue of Life.